# The High Hand
 (août 2025).
Pour plus de détails, voir Fiche technique et Distribution.
The High Hand est un film muet réalisé par Leo D. Maloney et écrit par Ford Beebe, sorti en 1926 aux États-Unis.

## Fiche technique
- Directeur de la photographie : Hal Mohr

## Distribution
- Josephine Hill : Edith Oaks
- Paul Hurst : Chris Doble
- Florence Lee : Mrs Oaks
- Murdock Mac Quarri : Martin Shaler
- Gus Saville : Swamper
- Dick La Reno : Shérif